# Liste des îles d'Érythrée
Voici une liste des îles d'Érythrée :

## Par ordre alphabétique
- Archipel des Dahlak (124 îles)
  - Dahlak Kebir
  - Dhuladhiya
  - Dissei
  - Dohul (en)
  - Erwa
  - Harat
  - Harmil
  - Isra-Tu
  - Nahaleg (en)
  - Norah
  - Shumma

- Autres îles
  - Fatuma Desēt
  - Halib
  - Hando (en)
  - Îles Hanish
  - Howakil Islands
  - Massawa Island